# تشارلي مولغرو
تشارلي باتريك مولغرو (بالإنجليزية: Charles Patrick "Charlie" Mulgrew)‏ وهو لاعب كرة قدم أسكتلندي في مركز الدفاع ولد في يوم 6 مارس 1986 في مدينة غلاسكو في اسكتلندا يلعب حالياً مع نادي سلتيك وسبق له اللعب مع نادي أبردين إف سي ونادي ساوثند يونايتد في إنجلترا و نادي وولفرهامبتون واندررز ونادي دندي يونايتد ولعب مع منتخب اسكتلندا لكرة القدم ويبلغ طوله 190 سم.

## روابط خارجية
- تشارلي مولغرو على موقع الاتحاد الأوربي (الإنجليزية)
- تشارلي مولغرو على موقع الاتحاد الإسكتلندي (الإنجليزية)
- تشارلي مولغرو على موقع قاعدة بيانات كرة القدم.إي يو (الإنجليزية)
- تشارلي مولغرو على موقع ناشيونال فوتبول تيمز (الإنجليزية)
- تشارلي مولغرو على موقع Soccerbase.com (لاعب) (الإنجليزية)
- تشارلي مولغرو على موقع Soccerway.com (الإنجليزية)
- تشارلي مولغرو على موقع عالم كرة القدم.نت (الإنجليزية)
- تشارلي مولغرو على موقع AS.com (الإسبانية)